# Noticias Caracol
Noticias Caracol es un noticiero colombiano que se transmite por Caracol Televisión, Caracol HD2, Caracol Internacional, como su programa informativo, desde su creación como canal de televisión. Creado en 1995, bajo el nombre de 7:30 Caracol, como noticiero de la programadora Caracol Televisión, con la llegada de la empresa como canal de televisión privada y en julio de 1998, se reformó como Caracol Noticias, hasta 2007, que cambió su nombre al que se maneja actualmente.
El informativo se emite en cuatro emisiones de lunes a viernes y los sábados, domingos y festivos en dos emisiones y es a la fecha, el noticiero más visto en Colombia. Noticias Caracol hace parte de la Alianza Informativa Latinoamericana, junto a otros 22 países del continente americano y España. Desde 2015, el periodista Juan Roberto Vargas, funge como director del informativo.

## Historia

### Inicios como7:30 Caracoly7:00 am Caracol
En marzo de 1995, en ese entonces, la programadora Caracol inició los trabajos para un programa informativo, que saldría al aire en el Canal Uno, exactamente a las 7:30 a. m. de lunes a viernes. La primera emisión del informativo se dio el 21 de marzo de 1995, con la conducción de las periodistas María Lucía Fernández y Margarita Ortega, bajo la dirección de Ramón Jimeno, junto a Diana Montoya como directora periodística y Daisy Cañón como subdirectora.

### 1998 a 2007:Caracol Noticias

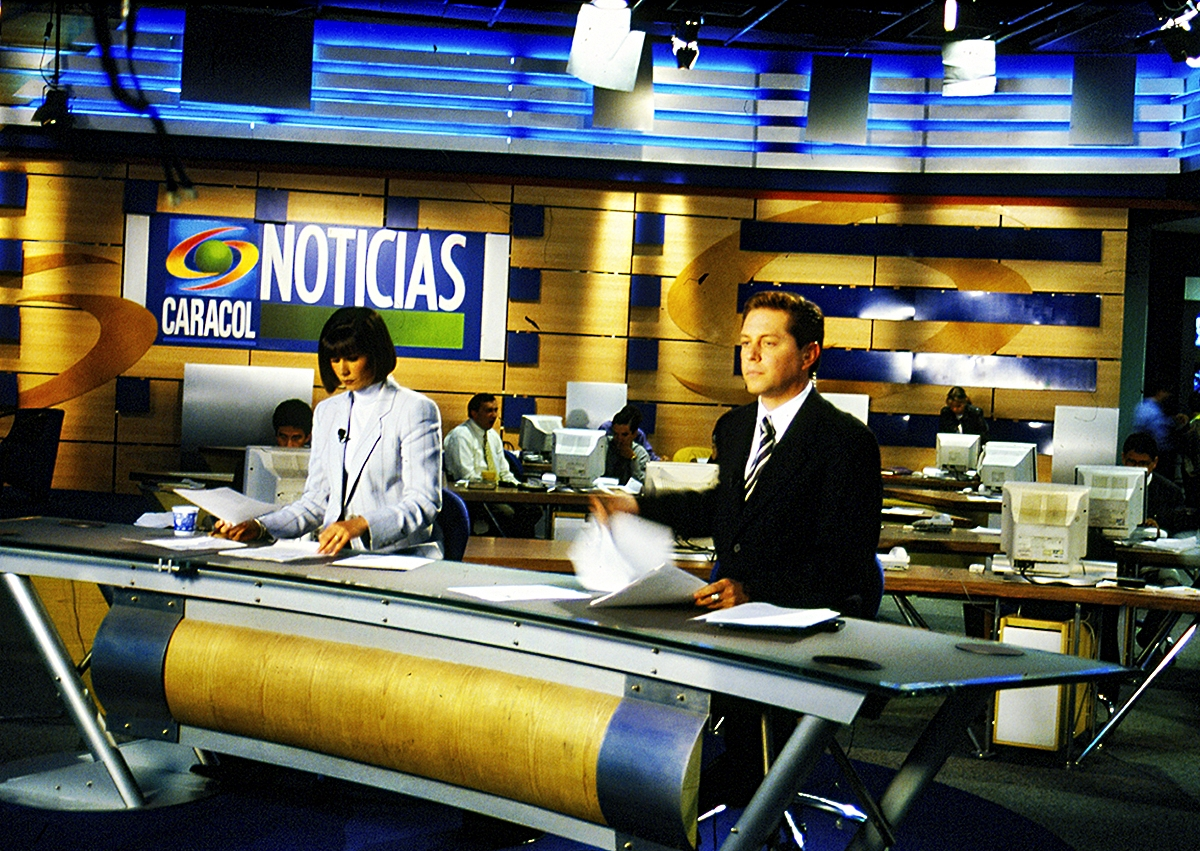
El set de Caracol Noticias en 1998, con los presentadores María Cristina Uribe e Isaac Nessim, quiénes presentaban la emisión de las siete de la noche.

Cuando Caracol Televisión pasó de programadora a canal privado, el informativo cambió de nombre y pasó a llamarse Caracol Noticias. Bajo la dirección de Yamid Amat, el 10 de julio de 1998 a las 7:00 p. m. se emitió el primer noticiero, conducido por María Cristina Uribe e Isaac Nessim, que a su vez fue el programa inicial en la parrilla del reciente canal. En ese entonces, el informativo contaba con cuatro emisiones de noticias de lunes a viernes y un plantel de periodistas, como María Lucía Fernández, Adriana Amat, Tatiana Ariza, Carlos Calero, entre otros. Se destaca las primicias de la liberación de la política Piedad Córdoba, secuestrada por las Autodefensas Unidas de Colombia y las imágenes del Terremoto del eje cafetero de 1999.
En marzo del 2002, Amat deja el cargo de director del noticiero para volver a CM&, puesto que queda en manos de los periodistas Darío Fernando Patiño y Lucía Madriñán Saa, quiénes enfocan las noticias a los sucesos del Conflicto Armado en Colombia. Esta etapa contó con las incorporaciones de periodistas como Inés María Zabaraín en febrero de 1999 y Silvia Corzo en diciembre de 2002, entre tanto María Lucía Fernández —en sustitución de María Cristina Uribe— e Isaac Nessim, pasan a ser los presentadores de la emisión central.
En el año 2005 el noticiero sufrió un cambio de set del Edificio La Macarena donde estuvo el noticiero por 7 años a la nueva sede actualmente en La Floresta en la Calle 103 nª 69B-43. 

### 2007 - presente:Noticias Caracol

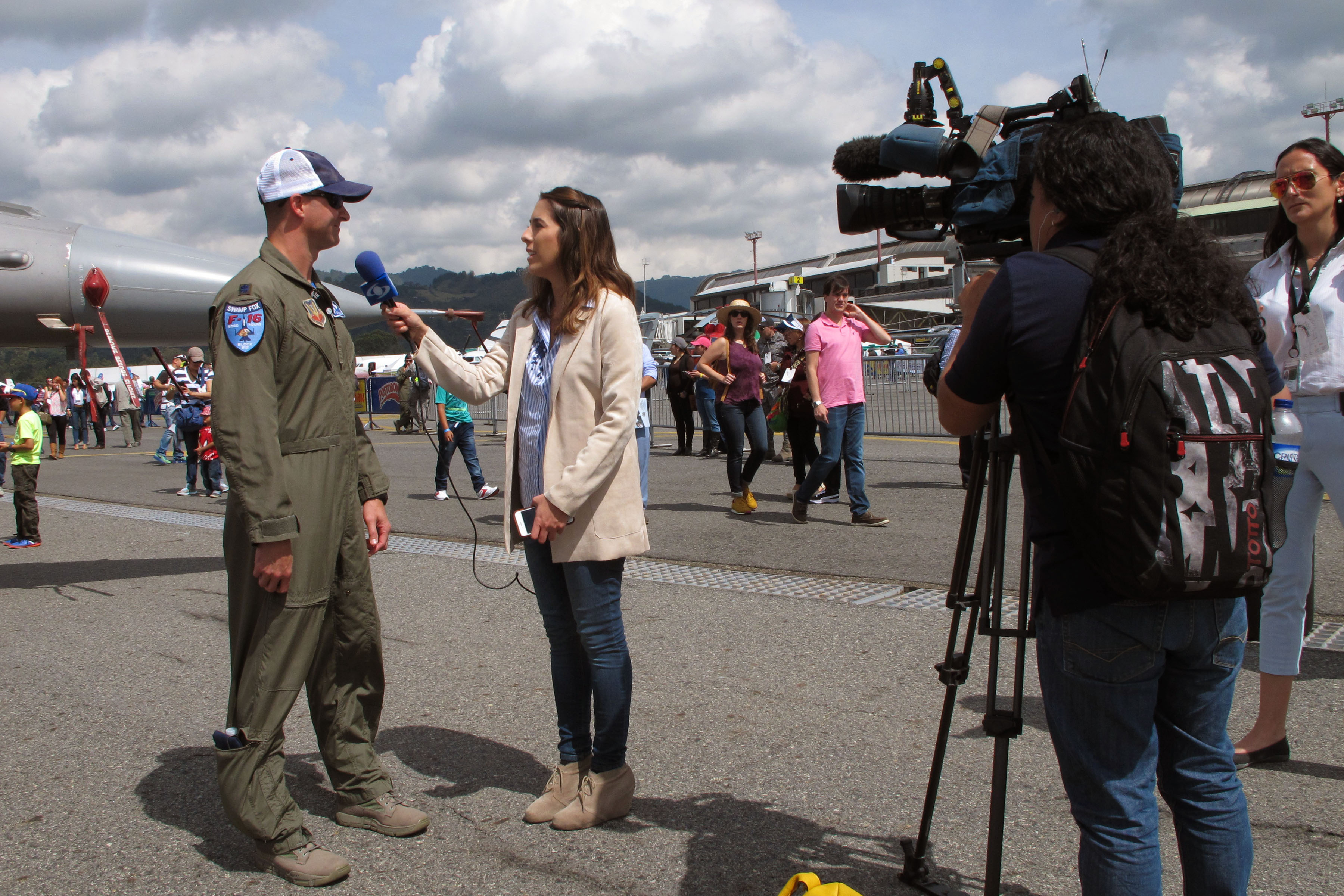
En el informativo, desde la dirección de Luis Carlos Vélez y Juan Roberto Vargas, se le sumó importancia a la reportería. En la foto, la periodista Juanita Gómez en 2017.

El 10 de octubre de 2007, el noticiero cambia de nombre a Noticias Caracol, agregando secciones nuevas a las emisiones, como «Consumo cuidado», «Al pie de la letra», entre otras. En este período, se destaca la incorporación de Jorge Alfredo Vargas, como presentador de la emisión central, en abril de 2006, de Juan Diego Alvira en febrero del 2011, Mábel Lara en mayo de 2008, y de Vanessa de la Torre en julio de 2011. En 2011, las emisiones de noticias comenzaron a emitirse en calidad HD, en formato 16:9. El 9 de diciembre de 2011, el director Darío Fernando Patiño renuncia a su puesto en el noticiero luego de 9 años en el cargo.
El 9 de marzo de 2012, se confirmó a Luis Carlos Vélez como el nuevo director del sistema informativo, cargo que asumió desde el 20 de marzo de ese mismo año. De la mano de Vélez, se realizaron cambios significativos en la imagen del noticiero, en las emisiones de la mañana se reemplazó el escritorio habitual por un sofá, se implementaron pantallas de gran tamaño, entre otros, mientras que en la parte editorial, se enfocó en las noticias en contexto. En este período se destacan las incorporaciones de periodistas como Mónica Jaramillo en septiembre de 2013, y Catalina Gómez en marzo de 2013. A finales de 2014, Vélez renuncia a su cargo como director del noticiero.
En enero de 2015, el periodista Juan Roberto Vargas asume como director de noticias, cargo que actualmente desempeña. En esta etapa, se promovió la reportería fuera del set de noticias, asimismo, se llevaron a cabo acuerdos con la Alianza Informativa Latinoamericana.

## Emisiones de noticias
| Detalles | Equipo | Equipo | Ref.   |
| Detalles | Presentadores | Secciones | Ref.   |
| --- | --- | --- | ------ |
| Primera Edición 5:30 a. m. Ofrece un reporte del clima, una crónica de lo que sucedió en la madrugada con el nombre de «Ojo de la noche». Es frecuente la visita de un experto o protagonista de la noticia del momento en la sección «Echemos lápiz». Ofrece una sección de deportes y de entretenimiento. Entre 2020 de manera ocasional hasta 2024 , se incorporó un intérprete de lengua de señas a las emisiones.        | - Generales: Andrés Montoya y Daniela Pachón - Internacional: Carolina Bejarano - Caracol Sports: Marina Granziera - Show Caracol: Pilar Schmitt | - El despertador - El ojo de la noche - Sala de redacción - Echemos lápiz - El clima - El periodista soy yo - Los 5 temas del día - Las movidas de la semana - Conversaciones de país - Un dos por tres - ¿Vio el video? | [ 15 ] |
| Edición del Mediodía 12:30 p. m. Reportes en vivo, desde los centros de noticias. Bajo el lema «Primero la gente», se le brinda gran importancia a las problemáticas de la ciudadanía de varias zonas del país. Presenta una sección con lo más comentado en las redes sociales y de salud, así como las noticias deportivas y de entretenimiento. Desde 2024, se incorporó un intérprete de lengua de señas a las emisiones. | - Generales: Ana Milena Gutiérrez y Catalina Gómez - Regionales: Stephany Perlaza (Centro regional Valle) Tatiana Vásquez (Centro regional Antioquia) y Lucía Fernanda Yánez (Centro regional Caribe) - El Mundo Hoy: Margarita Rojas - Caracol Sports: Ricardo Orrego - Show Caracol: Claudia Lozano | - A esta hora - Doctora en casa - Un dos por tres - Para entender el mundo - Colombianos que hacen historia - Desenrédese - Lo más trinado                                                                               | [ 16 ] |
| Edición Central 7:00 p. m. Es la emisión de noticias más importante del canal de televisión y la más vista del país. Esta emisión resume los acontecimientos más importantes del día. Aunque no incluye una sección de salud, presenta un resumen de «Cambiando contigo», una sección económica y una sección de chismes políticos llamada «Código Caracol».                                                                  | - Generales: María Lucía Fernández y Jorge Alfredo Vargas - Caracol Sports: Javier Hernández Bonnet - El Mundo Hoy: Andreína Solórzano - Show Caracol: Linda Palma | - La noticia del día - Indicadores económicos - Colombianos que hacen historia - Código Caracol | [ 17 ] |
| Última Edición 11:30 p. m. Es la emisión de noticias más corta, con una duración de Media hora. Presenta las noticias en contexto y un resumen de lo acontecido en el día. Desde 2020 hasta 2024, se incorporó un intérprete de lengua de señas a las emisiones. | - Generales: Andreína Solórzano - Caracol Sports: Luis Felipe Jaramillo | - Cifra del Día - Viernes de cine | [ 18 ] |
| Emisión Mediodía Fin de semana 12:30 p. m. De formato similar a las noticias de los días de semana, sin embargo, adhiere secciones nuevas como «Las mascotas de Alejandra», deportes gamer y «Red Cinema». A diferencia de su variante semanal, esta no dispone de los centros de noticias regionales. Desde 2020, se incorporó un intérprete de lengua de señas a las emisiones.                                             | - Generales: Alejandra Murgas y Catalina Vargas - El Mundo Hoy - Caracol Sports: Juan Pablo Hernández - Show Caracol: Valentina Espinosa | - A esta hora - Un dos por tres - Las mascotas de Alejandra - Caracol Cine | [ 16 ] |
| Edición Central Fin de semana 7:00 p. m. Comparte el mismo formato que su variante semanal, sin embargo no cuenta con indicadores económicos, más si con una sección cultural llamada «Caracol Arte» | - Generales: Alejandra Murgas y Catalina Vargas - El Mundo Hoy - Caracol Sports: Juan Pablo Hernández - Show Caracol: Valentina Espinosa | - Caracol Arte - Diálogos para no polarizar | [ 17 ] |

### Secciones
| Título                           | Descripción | Encargado | Horario                                      |
| Noticias generales               | Noticias generales | Noticias generales | Noticias generales                           |
| -------------------------------- | --- | --- | -------------------------------------------- |
| «A esta hora»                    | Noticias presentadas en un minuto a cada hora. Se tratan entre otros, temas que son noticia en las regiones y actualizaciones de información presentada anteriormente en el informativo. | Reporteros | Primera Edición y Edición del Mediodía       |
| «El periodista soy yo»           | Muestra las denuncias enviadas por los televidentes, apoyadas en vídeos grabados por ellos. | Tatiana Gordillo | Primera Edición                              |
| «El ojo de la noche»             | El ojo de la noche de las ciudades capitales, se encarga de encontrar esas noticias que suceden mientras Colombia duerme. | Varios reporteros | Primera Edición                              |
| «Échemos lápiz»                  | Al tablero pasan políticos o expertos, para explicar de manera didáctica el tema del momento o en su caso una noticia de interés general. | Presentadores generales y varios reporteros | Primera Edición y Edición Mediodía           |
| «Sala de redacción»              | Desde la redacción editorial del informativo, se registran las noticias más importantes de las regiones, así como avances de las noticias que se van a desarrollar en la emisión. | Equipo de redacción, jefes de emisión | Primera Edición                              |
| «El clima»                       | Con soporte del Instituto de Hidrología, Meteorología y Estudios Ambientales (IDEAM) y del Canal Clima, se da un breve reporte del clima en las principales ciudades del país. Además se le informa al televidente sobre el estado de los aeropuertos de pasajeros y de carga en el país. | Presentadores generales | Primera Edición                              |
| «El despertador»                 | En el inicio de la emisión de la Primera Edición, se detalla mediante vídeo los temas que necesita saber la audiencia para iniciar el día. | | Primera Edición                              |
| «Los 5 temas del día»            | A la segunda hora de la Primera Edición, se detallan los cinco temas más importantes del día. | | Primera Edición                              |
| «Las movidas de la semana»       | Los lunes (o martes si el lunes es festivo) se hace un análisis de las noticias políticas que sucederán en la semana. | Presentadores generales y Gabriel Cifuentes | Primera Edición (lunes o martes)             |
| «Conversaciones de país»         | Entrevista con los personajes de la vida política del país, de temas como la paz, la democracia y de interés general. En época electoral, es un espacio para que candidatos puedan transmitir sus propuestas y debatir sobre ellas. | María Alejandra Villamizar | Primera Edición                              |
| «Doctora en casa»                | La Doctora Fernanda analiza los últimos avances científicos y de salud, además de las enfermedades con sus curas, y sus consejos básicos para mejorar la calidad de vida de los colombianos. | Dra. Fernanda Hernández | Edición Mediodía                             |
| «Indicadores económicos»         | Con soporte de la Bolsa de Valores de Colombia y el canal DataIFX, se proyectan las cotizaciones del dólar, el petróleo, el café, así como se muestra una noticia económica de interés general. | Víctor Grosso | Edición central                              |
| «La movida empresarial»          | Se muestra un resumen de tres empresas y se presentan notas de cada una de ellas. | Daliana Garzón | Varias emisiones                             |
| «Código Caracol»                 | Al final de la emisión central, se muestra el otro lado de la política con sus curiosidades, datos relevantes, frases particulares de los dirigentes políticos y bromas. Finalmente, se recomienda un libro nuevo o evento cultural. | Camila Zuluaga, María Camila Roa | Edición central                              |
| «Código Caracol Fin de Semana»   | Al final de la emisión central, se muestra el otro lado de la política con sus curiosidades, datos relevantes, frases particulares de los dirigentes políticos y bromas. Finalmente, se recomienda un libro nuevo o evento cultural. | Daniela Pachón | Edición central Fin de Semana (domingos)     |
| «Las mascotas de Alejandra»      | Temas relacionados con el cuidado y la protección de mascotas y demás animales en entornos con personas. | Alejandra Giraldo | Primera Edición y Edición Mediodía (viernes) |
| «Diálogos para no polarizar»     | Se entrevista a destacados personajes de la vida nacional con el propósito de combatir la polarización que vive el país. | Alejandra Giraldo | Edición central Fin de Semana                |
| «Colombianos que hacen historia» | Sección en conjunto con Bancolombia, donde muestran historias de personas que transforman comunidades. | Varios reporteros | Varias emisiones                             |
| «Caracol Investiga»              | Un segmento dedicado a las informes especiales tipo crónica, investigaciones y reportajes, liderado por Ricardo Calderón, dónde se tocan temas en mayor parte exclusivos. | Equipo de investigación | Varias emisiones                             |
| «El Mundo Hoy»                   | Sección internacional del informativo. Se encarga de analizar en detalle las noticias importantes que ocurren a nivel mundial, mostrando sus causas y consecuencias. | Carolina Bejarano, Margarita Rojas y Andreína Solórzano | Todas las emisiones                          |
| «Para entender el Mundo»         | Brinda análisis a las noticias internacionales. | María Teresa Aya | Edición Mediodía                             |
| Deportivas                       | | |                                              |
| «Caracol Sports»                 | Sección del noticiero donde se repasan los hechos deportivos más importantes del momento como el: Fútbol Profesional Colombiano, las ligas de fútbol de Europa y de América, las eliminatorias a los mundiales de la CONMEBOL. También cubren otras disciplinas deportivas, como la liga de béisbol de Colombia, el tenis, el ciclismo nacional y el internacional (como el Tour de Francia, Vuelta a España y el Giro de Italia). En época de la Copa Mundial de la FIFA o de los Juegos Olímpicos de Verano, realizan coberturas especiales. | Javier Hernández Bonnet, Marina Granziera, Ricardo Orrego, Mauricio Molano, Juan Pablo Hernández, Luis Felipe Jaramillo, Marcela Monsalve, Juan Camilo Vargas y Carlos Alberto Morales | Todas las emisiones                          |
| «La película de la fecha»        | Sección dentro del segmento de deportes donde muestra las jornadas recientes durante el día del fútbol local colombiano o de las Eliminatorias a la Copa del Mundo. | Periodistas deportivos | Edición central                              |
| Entretenimiento y cultura        | | |                                              |
| «Show Caracol»                   | Sección de entretenimiento del informativo. Muestra la información sobre la farándula nacional e internacional, chismes, información del séptimo arte, estrenos musicales, detalles de los programas de televisión emitidos por Caracol Televisión, también realizan cobertura de las ceremonias de premiación de cine, música y demás. | Linda Palma, Claudia Lozano, Pilar Schmitt, Valentina Espinosa | Todas las emisiones                          |
| «Lo más trinado»                 | Presenta los hechos y personajes que son tendencia en las redes sociales, así como historias de vida y curiosidades. | Claudia Leonor Vesga | Varias emisiones                             |
| «¿Vio el video?»                 | Se muestran videos virales. | Presentadores generales | Primera Edición                              |
| «Caracol Cine»                   | Sección en la que muestra las nuevas películas de estreno en Colombia, con una breve entrevista, ya sea con el director o el reparto de la cinta. | Luis Carlos Rueda | Edición del Mediodía Fin de Semana (sábados) |
| «Caracol Arte»                   | Al final de la emisión del sábado, se muestra el otro lado de la cultura con sus curiosidades, datos relevantes, frases particulares de los personajes culturales. Finalmente, se recomienda un libro nuevo o evento cultural. | María Lucía Fernández | Edición central Fin de Semana (sábados)      |
| Notas 1.                         | | |                                              |

## Presentadores

### Actuales
- María Lucía Fernández (1995- )
- Javier Hernández Bonnet (1998- )^
- Juan Roberto Vargas (1998-2008) / (2010-2013) / (2013- )^
- Pilar Schmitt (1999- )
- Ricardo Orrego (2000- )
- Margarita Rojas (2002-2008) / (2009- )^
- Dra. Fernanda Hernández (2005- )
- Jorge Alfredo Vargas (2006- )
- Claudia Lozano (2007-)
- Carlos Alberto Morales (2007- )±
- Juan Pablo Hernández (2011- )
- Luis Felipe Jaramillo (2011-2016) / (2025- )^
- Catalina Gómez (2013- )
- Claudia Leonor Vesga (2013- )
- Marina Granziera (2014- )
- Víctor Grosso (2015- )
- Luis Carlos Rueda (2015- )
- Linda Palma (2016- )
- Alejandra Giraldo (2016-)
- Andreína Solórzano (2017-)
- Daniela Pachón (2017-)
- Ana Milena Gutiérrez (2017-)
- Alejandra Murgas (2018- )
- Mauricio Molano (2018- )
- Andrés Montoya (2018- )
- Camila Zuluaga (2018- )
- Stephany Perlaza (2020- )
- Catalina Vargas (2022- )
- Lucía Fernanda Yanez (2022- )
- Marcela Monsalve (2023- )
- Pablo Arango (2023- )±
- Tatiana Vásquez (2023- )
- Juan Camilo Vargas (2023- )
- Angie Jiménez (2024- )±
- Luisa Fernández (2025- )±
- Daliana Garzón (2025- )±
- Valentina Espinosa (2025- )
- Nicolás Rojas (2025- )±

### Anteriores
- Margarita Ortega (1995-1997) / (2002-2005)
- Marcela Acosta (1995-1997)
- Sergio Eric Patiño (1995-2001)
- Claudia Hoyos (1996-2002)
- Susana Deleito (1998-2000)
- Viena Ruiz (1998-2000)
- Manuel Teodoro (1997-2000) / (2004-2005)
- Tito Puccetti (1998-2008) / (2016) / (2020-2022)
- Adriana Amat (1998-2002)
- Claudia Cano (1998-1999)
- Jaime Garzón† (1998-1999)
- Connie Quintero (1998-1999)
- Néstor Morales (1998-2001)
- María Cristina Uribe (1998-2001)
- Carlos Julio Guzmán (1998-2001)
- Rafael Poveda (1998-2001)
- Paula Jaramillo (1998-2002)
- Marío César Otálvaro (1998-2000)
- Hernán Peláez (1998-2002)
- Carlos Calero (1998-2003)
- Claudia Palacios (1998-2004)
- Isaac Nessim (1998-2006)
- Ricardo Alfonso (1998-2008)
- Óscar Goméz (1998-2001)
- William Parra (1998-2000)
- Nelson Enrique Ascencio (1998-2023)±
- Inés María Zabaraín (1999-2011)
- Sofía Vergara (1999)
- Érika Fontalvo (2000-2005)
- Darcy Quinn (2000-2010)
- Tatiana Ariza (2000-2004)
- María José Barraza (2000-2002)
- Julio César Mendozza (2000-2001)
- Iván Mejía Álvarez (2000-2002)
- Mary Méndez (2001)±
- Beatriz Helena Álvarez (2002-2006)
- Lina Marulanda† (2002-2007)
- Silvia Corzo (2002-2011)
- César Augusto Londoño (2003-2007)
- Iván Lalinde (2003-2008)
- Adriana Arboleda (2003-2008)
- Katherine Porto (2003)
- Rochi Stevenson (2003-2008)
- Yamit Palacio (2004-2006)
- Jorge Leyva Valenzuela (2004-2006)
- Susana Herrera (2004-2006)
- Javier Fernández Franco (2005-2006)
- Adriana Tono (2004-2005) / (2007-2013)
- Mónica Fonseca (2005-2006)
- Luz Adriana Pico (2004-2007)
- María José Martínez (2006-2007)
- Rosa María Corcho (2006-2011)
- Catalina Gómez (2007-2011)
- Octavio Mora Gómez (2006-2013)
- Alexandra Santos (2007-2008)
- Paola Calle (2007-2010)
- Johana Palacios (2008-2009)
- Juan Ignacio Velásquez (2008-2011)
- Lina María Arbeláez (2008-2012)
- Mábel Lara (2008-2017)
- Dora Glottman (2008-2019)
- Luz Elena Ramos (2008-2014)x
- Julieta del Río (2009-2013)
- Siad Char (2009-2015)
- Silvana Altahona (2009-2012)
- Sandra Vélez (2009-2011)
- Linda Guerrero (2010-2011)
- Samara García (2010-2013)
- Carolina García Grau (2010-2011)
- Gloria Edith Gómez (2011)
- Melissa Giraldo (2011 - 2012)
- Karen Acero (2011-2012)
- Vanessa de la Torre (2011-2020)
- Juan Diego Alvira (2011-2022)
- Andrés Valero (2012)
- Paola Varela (2012-2014)
- José Fernando Patiño (2012-2015)
- Diva Jessurum (2013-2018)
- Laura Hernández Ariza (2013-2015)
- Juan Pablo Gaviria (2013-2014)±
- Mónica Jaramillo (2013-2020)
- Ana María Navarrete (2013-2023)
- Claudia Castro (2014-2015)
- Laura Newton (2014-2015)x
- Daniela Pinedo (2015-2016)
- Jennifer Montoya (2015-2017)
- Daniela Vega (2015-2018)
- Viviana Dávila (2015-2019)
- Juan Carlos Villani (2015-2016)
- Juanita Gómez (2016-2022)
- Alejandra Isaza (2017)
- Karen Bray (2017-2019)
- Viviana Marín (2018)
- María McCausland (2018-2020)
- Manuela Cardona (2019)
- María Camila Orozco (2020-2021)
- Daniela Castelblanco (2021-2024)
- José Miguel Polanco (2021-2024)±
- Lina Tobón (2021-2022)
- Juan Fernández (2021-2022)
- Sebastián Palacio (2022-2023)

Notas
- ^ El presentador estuvo retirado durante un tiempo, pero regresó después.
- x Antes fueron presentadores (oficiales o de manera esporádica) y en la actualidad están vinculados al noticiero como reporteros.
- ± Presentador sustituto.

## Directores
- Ramón Jimeno (1995-1997) 7:30 Caracol
- Daissy Cañón (1995-1997) 7:30 Caracol
- Yamid Amat (1998-2002)
- Darío Fernando Patiño (2002-2011)
- Lucía Madriñán Saa (2002-2011)
- Luis Carlos Vélez (2012-2014)
- Juan Roberto Vargas (2015-actual).

## Premios y nominaciones

### Premios India Catalina
| Año  | Categoría                             | Nominado                       | Resultado |
| ---- | ------------------------------------- | ------------------------------ | --------- |
| 2025 | Mejor noticiero                       | Mejor noticiero                | Ganador   |
| 2025 | Mejor presentador(a) de noticias      | María Lucía Fernández          | Nominada  |
| 2025 | Mejor presentador(a) de deportes      | Marina Granziera               | Nominada  |
| 2023 | Mejor noticiero                       | Mejor noticiero                | Nominado  |
| 2023 | Mejor presentador(a) de deportes      | Ricardo Orrego                 | Nominado  |
| 2022 | Mejor noticiero                       | Mejor noticiero                | Nominado  |
| 2022 | Mejor presentador(a) de noticias      | Juan Diego Alvira              | Ganador   |
| 2022 | Mejor presentador(a) de deportes      | Ricardo Orrego                 | Nominado  |
| 2021 | Mejor noticiero                       | Mejor noticiero                | Nominado  |
| 2021 | Mejor presentador(a) de noticias      | Andreína Solórzano             | Ganadora  |
| 2020 | Mejor noticiero                       | Mejor noticiero                | Nominado  |
| 2020 | Mejor presentador(a) de noticias      | María Lucía Fernández          | Nominada  |
| 2019 | Mejor presentador(a) de noticias      | María Lucía Fernández          | Nominada  |
| 2018 | Mejor presentador(a) de noticias      | María Lucía Fernández          | Nominada  |
| 2018 | Mejor presentador(a) de deportes      | Javier Hernández Bonnet        | Nominado  |
| 2017 | Mejor presentador(a) de noticias      | Mabel Lara                     | Ganadora  |
| 2017 | Mejor presentador(a) de deportes      | Ricardo Orrego                 | Nominado  |
| 2016 | Mejor presentador(a) de noticias      | Mabel Lara                     | Ganadora  |
| 2015 | Mejor presentador(a) de noticias      | Mabel Lara                     | Ganadora  |
| 2014 | Mejor noticiero                       | Mejor noticiero                | Nominado  |
| 2014 | Mejor presentador(a) de noticias      | Jorge Alfredo Vargas           | Nominado  |
| 2013 | Mejor noticiero                       | Mejor noticiero                | Nominado  |
| 2013 | Mejor presentador(a) de noticias      | Mabel Lara                     | Ganadora  |
| 2012 | Mejor noticiero                       | Mejor noticiero                | Nominado  |
| 2012 | Mejor presentador(a) de noticias      | Mabel Lara                     | Ganadora  |
| 2012 | Mejor presentador(a) de noticias      | Juan Diego Alvira              | Nominado  |
| 2011 | Mejor presentador(a) de noticias      | Mabel Lara                     | Nominada  |
| 2011 | Mejor presentador(a) de noticias      | Silvia Corzo                   | Nominada  |
| 2010 | Mejor noticiero                       | Mejor noticiero                | Nominado  |
| 2009 | Mejor noticiero                       | Mejor noticiero                | Nominado  |
| 2008 | Mejor presentador(a) de noticias      | María Lucía Fernández          | Nominada  |
| 2004 | Mejor noticiero                       | Mejor noticiero                | Nominado  |
| 2004 | Mejor presentador(a) de noticias      | María Lucía Fernández          | Ganadora  |
| 2003 | Mejor noticiero                       | Mejor noticiero                | Nominado  |
| 2003 | Mejor presentador(a) de noticias      | Claudia Palacios               | Nominada  |
| 2002 | Mejor presentadora de entretenimiento | Tatiana Ariza                  | Ganadora  |
| 1998 | Mejor noticiero (7:30 Caracol)        | Mejor noticiero (7:30 Caracol) | Nominado  |

### Premios TVyNovelas
| Año  | Categoría                                   | Nominado                                | Resultado |
| ---- | ------------------------------------------- | --------------------------------------- | --------- |
| 2018 | Mejor programa periodístico o noticiero     | Mejor programa periodístico o noticiero | Ganador   |
| 2018 | Mejor presentador/presentadora de noticias  | Jorge Alfredo Vargas                    | Nominado  |
| 2018 | Mejor presentador/presentadora de noticias  | Juan Diego Alvira                       | Nominado  |
| 2017 | Mejor programa periodístico o noticiero     | Mejor programa periodístico o noticiero | Ganador   |
| 2017 | Mejor presentador/presentadora de noticias  | Vanessa de la Torre                     | Nominada  |
| 2017 | Mejor presentador/presentadora de noticias  | Jorge Alfredo Vargas                    | Nominado  |
| 2017 | Mejor presentador/presentadora de noticias  | Juan Diego Alvira                       | Nominado  |
| 2017 | Mejor presentador/presentadora de Farándula | Linda Palma                             | Ganadora  |
| 2017 | Mejor presentador/presentadora de Farándula | Claudia Lozano                          | Nominada  |
| 2016 | Mejor programa periodístico o noticiero     | Mejor programa periodístico o noticiero | Ganador   |
| 2016 | Mejor presentador/presentadora de noticias  | Mabel Lara                              | Nominada  |
| 2016 | Mejor presentador/presentadora de noticias  | Juan Diego Alvira                       | Nominado  |
| 2016 | Mejor presentador/presentadora de Farándula | Daniela Vega                            | Nominada  |
| 2015 | Mejor programa periodístico o noticiero     | Mejor programa periodístico o noticiero | Nominado  |
| 2015 | Mejor presentador/presentadora de noticias  | Mabel Lara                              | Nominada  |
| 2015 | Mejor presentador/presentadora de noticias  | Juan Diego Alvira                       | Nominado  |
| 2015 | Mejor presentador/presentadora de Farándula | Diva Jessurum                           | Nominada  |
| 2015 | Mejor presentador/presentadora de Farándula | Siad Char                               | Nominada  |
| 2015 | Mejor presentador/presentadora de Farándula | Claudia Lozano                          | Nominada  |
| 2014 | Mejor programa periodístico o noticiero     | Mejor programa periodístico o noticiero | Nominado  |
| 2014 | Mejor presentador/presentadora de noticias  | Jorge Alfredo Vargas                    | Nominado  |
| 2014 | Mejor presentador/presentadora de noticias  | Juan Diego Alvira                       | Nominado  |
| 2014 | Mejor presentador/presentadora de Farándula | Siad Char                               | Nominada  |
| 2014 | Mejor presentador/presentadora de Farándula | Claudia Lozano                          | Nominada  |
| 2013 | Mejor presentador/presentadora de noticias  | Jorge Alfredo Vargas                    | Ganador   |
| 2012 | Mejor presentador/presentadora de noticias  | Mabel Lara                              | Ganadora  |
| 2012 | Mejor presentador/presentadora de noticias  | Jorge Alfredo Vargas                    | Nominado  |
| 2010 | Mejor noticiero                             | Mejor noticiero                         | Nominado  |
| 2009 | Mejor noticiero                             | Mejor noticiero                         | Nominado  |
| 2009 | Mejor presentador/presentadora de noticias  | Jorge Alfredo Vargas                    | Nominado  |
| 2008 | Mejor noticiero                             | Mejor noticiero                         | Nominado  |
| 2007 | Mejor noticiero                             | Mejor noticiero                         | Nominado  |
| 2007 | Mejor presentador/presentadora de noticias  | Jorge Alfredo Vargas                    | Nominado  |
| 2006 | Mejor noticiero                             | Mejor noticiero                         | Nominado  |
| 2005 | Mejor noticiero                             | Mejor noticiero                         | Nominado  |
| 2004 | Mejor noticiero                             | Mejor noticiero                         | Ganador   |
| 2004 | Mejor presentadora de noticias              | Claudia Palacios                        | Nominada  |
| 2004 | Mejor presentador/presentadora de noticias  | Isaac Nessim                            | Ganador   |
| 2004 | Mejor presentador/presentadora de Farándula | Tatiana Ariza                           | Nominada  |
| 2004 | Mejor presentador/presentadora de deportes  | Javier Hernández Bonnet                 | Nominado  |
| 2004 | Mejor presentador/presentadora de deportes  | Ricardo Orrego                          | Nominado  |
| 2003 | Mejor noticiero                             | Mejor noticiero                         | Nominado  |
| 2003 | Mejor presentadora de noticias              | Inés María Zabaraín                     | Nominada  |
| 2003 | Mejor presentador de noticias               | Carlos Calero                           | Ganador   |
| 2003 | Mejor presentador/presentadora de Farándula | Tatiana Ariza                           | Nominada  |
| 2003 | Mejor presentador/presentadora de deportes  | Javier Hernández Bonnet                 | Nominado  |
| 2003 | Mejor presentador/presentadora de deportes  | Ricardo Orrego                          | Nominado  |
| 2002 | Mejor noticiero                             | Mejor noticiero                         | Ganador   |
| 2002 | Mejor presentadora de noticias              | María Lucía Fernández                   | Nominada  |
| 2002 | Mejor presentador de noticias               | Isaac Nessim                            | Nominado  |
| 2002 | Mejor presentador/presentadora de deportes  | Javier Hernández Bonnet                 | Nominado  |
| 2001 | Mejor noticiero                             | Mejor noticiero                         | Nominado  |
| 2001 | Mejor presentadora de noticias              | María Cristina Uribe                    | Ganadora  |
| 2001 | Mejor presentador de noticias               | Isaac Nessim                            | Nominado  |
| 2000 | Mejor noticiero                             | Mejor noticiero                         | Ganador   |
| 2000 | Mejor presentadora de noticias              | María Cristina Uribe                    | Ganadora  |
| 2000 | Mejor presentador de noticias               | Isaac Nessim                            | Nominado  |
| 1999 | Mejor noticiero                             | Mejor noticiero                         | Nominado  |

### Produ Awards[26]
| Año  | Categoría                  | Nominado                   | Resultado |
| ---- | -------------------------- | -------------------------- | --------- |
| 2019 | Mejor Programa Informativo | Mejor Programa Informativo | Nominado  |
| 2018 | Mejor Programa Informativo | Mejor Programa Informativo | Ganador   |

### Otros premios obtenidos

#### Premios Simón Bolívar de Periodismo
- 2019: Mejor Crónica en TV: Venezolanos Errantes
- 2017: Mejor Reportaje en TV: Tumaco, la herida que no cierra
- 2015: Mejor Noticia en TV: Las últimas revelaciones del holocausto
- 2014: Mejor Noticia en TV: Sequía en el Casanare
- 2013: Mejor Investigación en TV: Muerte glaciar
- 2012: Mejor Entrevista en TV: Entrevista a Laura Moreno
- 2010: Mejor Crónica o Reportaje en TV: La masacre del Salado. los años que siguieron (mención especial)
- 2008:
  - Mejor Emisión Deportiva en TV: Romaña, un Goleador en apuros
  - Mejor Crónica o Reportage en TV: Colombia vive 25 años de resistencia
- 2007:
  - Mejor Investigación en TV: El Chocó: entre la corrupción y la pobreza
  - Mejor Cubrimiento de una noticia en TV: Bebé robada
  - Mejor Crónica o Reportaje en TV: En los zapatos de un limpiador de alcantarillas (mención especial)
- 2006:[27]
  - Mejor Investigación en TV: Los pecados Electorales
  - Mejor Crónica o Reportage en TV: Sudáfrica: Modelo a Seguir
- 2001: Mejor Cubrimiento de una Noticias en TV: La Poosesion de Alberto Fujimori
- 2000:
  - Mejor Cubrimiento de una Noticias en TV: Toma de la autopista Medellín-Bogotá
  - Mejor Presentador de noticias: Isaac Nessim
- 1999: Mejor Cubrimiento de una Noticias en TV: Crisis Paraguaya
- 1998: Mejor Cubrimiento de una Noticias en TV: El derrumbe del relleno sanitario de Doña Juana - Informativo 7 a. m.

#### Premios Orquídea USA
- Mejor Presentadora de Noticias: Silvia Corzo
- Mejor Presentador de Noticias: Isaac Nessim
- 2005: Mejor Noticiero
- 2004:
  - Mejor Presentadora de Noticias: Inés María Zabaraín[28]

#### Premios Círculo de Periodistas de Bogotá (CPB)
- Mejor Presentadora de Noticias: María Lucía Fernández
- Mejor Trabajo en Televisión:[29] Cuando la mente Enferma

#### Premios al Mérito Momentos
- Mejor Presentadora de Farándula: Linda Palma[30]
- Mejor Director de Noticias: Juan Roberto Vargas
- Mejor Presentador de Noticias: Juan Diego Alvira

#### Premios Online Colombia
- Prensa web influencer favorita: www.noticias.caracoltv.com
- Presentador (a) de noticias influencer favorito: Juan Diego Alvira